# Угоститељско-туристичка школа Нови Пазар
Угоститељско-туристичка школа Нови Пазар је средња школа у Новом Пазару. Основана је 25. септембра 2008. одлуком Владе Републике Србије.

## Историја
Угоститељско-туристичка школа Нови Пазар основана је 25. септембра 2008. године одлуком Владе Републике Србије. Основана је са циљем да образује кадрове за обављање послова у трговини, туризму, угоститељству, пољопривреди и производњи и преради хране, као и за даље образовање.

## Образовни профили
- Трговац
- Конобар-кувар
- Кулинарски техничар
- Прехрамбени техничар
- Трговински техничар
- Угоститељски техничар